# هانئة (اسم)
هانئة هو اسم علمٍ مؤنثٍ من أصلٍ عربيٍ، ومعناه هو من الفعل هَنَأَ، أي فَرِحَ واستراح .

## وصلات خارجية
- موسوعة السلطان قابوس لأسماء العرب